# Eufemia de Suecia
Eufemia de Suecia (en sueco: Eufemia Eriksdotter; 1317 - 16 de junio de 1370) fue una princesa sueca, esposa de Alberto II de Mecklemburgo, duquesa consorte de Mecklemburgo, heredera de Suecia y de Noruega, y madre del rey Alberto de Suecia.

## Biografía

### Primeros años
Eufemia nació en 1317 hija de Erico de Suecia (nacido c. 1282, asesinado en 1318), duque de Södermanland, segundogénito del rey Magnus I de Suecia, y la princesa Ingeborg de Noruega (1301-1360), la heredera y la única hija legítima del rey Haakon V de Noruega, cuyo reino hereditario de Noruega se convirtió así en la herencia de Eufemia y sus hermanos.
En 1319, su hermano mayor Magnus VII de Noruega (1316-1374) sucedió a su abuelo materno al trono de Noruega. Ese mismo año, los nobles suecos exiliaron a su tío, el rey Birger de Suecia, después del cual el niño Magnus fue elegido rey de Suecia. Su madre Ingeborg tenía un sitio en el gobierno de tutela así como la posición de un gobernante independiente de sus propios feudos, y tuvo una parte importante durante su infancia y adolescencia.
El 24 de julio de 1321 el contrato de matrimonio para Eufemia se firmó en el castillo de Bohus en el feudo de su madre en Bohuslän. Su madre tenía planes de asumir el control sobre la Escania danesa, cerca de su ducado. El matrimonio fue concertado con los términos de que Mecklemburgo, Sajonia, Holstein, Rendsburg y Schleswig ayudarían a Ingeborg en la conquista de Escania. Esto fue aprobado por el consejo de Noruega, pero no de Suecia. Cuando las fuerzas de Ingeborg bajo el mano de su amante, Canuto Porse, invadieron Escania en 1322-23, Mecklemburgo la traicionó y se rompió la alianza. Con el tiempo, el asunto del matrimonio de Eufemia llevó a un conflicto entre Ingeborg y el gobierno de Suecia y Noruega, lo que llevó al deterioro de la posición política de Ingeborg en el gobierno de la tutela. El matrimonio se celebró de todas formas, después de un compromiso de quince años. Eufemia no careció de influencia en Suecia. Se sabe que actuó como testigo de sellos en varios documentos. En 1335, cuando el rey Magnus nombró a Nils Abjörnsson (Sparre av Tofta) como drots, incluyendo en el acuerdo la condición de que Eufemia actuara como su asesora.

### Duquesa de Mecklemburgo
Eufemia se casó en Rostock el 10 de abril de 1336, con su pariente lejano, Alberto II de Mecklemburgo (1318 - 2 de febrero de 1379), un señor del norte de Alemania profundamente interesado en obtener algo de poder en Escandinavia, esto es, feudos o ingresos. Más tarde, Alberto iba a obtener el apodo "Zorro de Mecklemburgo", para reflejar sus intrigas así como su avaricia. Más tarde el mismo día, la pareja regresó a Suecia con Rodolfo de Sajonia y Enrique de Holstein presentes en la coronación de su hermano y su cuñada, Blanca de Namur. En Alemania, la vida de Eufemia como duquesa consorte de Mecklemburgo no parece haber afectado a su estatus en Suecia, pues ella era aún un factor político allí y su nombre aún se encuentra en varios documentos. Fue la señora de una corte ducal realmente cara. En 1340-41, convenció a Magnus para que garantizara renovados privilegios comerciales en Noruega a las ciudades hanseáticas de Mecklemburgo, Rostock y Wismar. El 15 de abril de 1357, dotó con su herencia obtenida de sus hermanos Haakon y Canuto, los estados Hammar y Farthses, a la abadía de Skänninge. No se sabe si estuvo involucrada en la herencia de su hijo al trono de Suecia en 1363. Se la confirma como viva por última vez el 27 de octubre de 1363, cuando ella entregó la propiedad de su estado dotal, Hagenow. Su año de nacimiento no se sabe, pero se confirma que falleció el 16 de junio de 1370, cuando su viudo hizo una vicaria a su memoria.
Eufemia vivió lo suficiente para ver la rama de su hermano de la familia en graves dificultades, aunque su extinción (que ocurrió en 1387) no era algo que en aquel entonces se viera. Eufemia vio como su segundo hijo depuso a su hermano del trono sueco, y ascender como rey Alberto de Suecia. Ya en época de Eufemia era evidente que su posición genealógica sería un punto trascendente para muchas futuras pretensiones a los tronos escandinavos.
Aunque su esposo se casó pro segunda vez después de su muerte, todos sus hijos legítimos los tuvo con Eufemia.

## Descendencia
En el momento de su muerte, tuvo cinco hijos que sobrevivieron:
- Enrique III de Mecklemburgo (Wismar, 1337 - 24 de abril de 1383); murió después de un accidente en un torneo en Wismar. Se casó, primero, con Ingeborg de Dinamarca (1 de abril de 1347 - h. 1370), hija mayor del rey sin hijos varones Valdemar IV de Dinamarca. Pretendientes a Dinamarca. Tuvieron hijos: Alberto (pretendiente al cargo de príncipe heredero de Dinamarca), Eufemia, María e Ingeborg. Enrique III se casó, en segundo lugar, con Matilde de Werle.
- Alberto III de Mecklemburgo, más conocido como Alberto de Suecia (1340–1412); rey de Suecia desde 1364 hasta 1389. Se casó primero en 1359, con Ricarda de Schwerin (m. 1377); tuvieron hijos: Erico I de Mecklemburgo (príncipe heredero de Suecia) y Ricarda Catalina. Alberto se casó por segunda vez, con Inés de Brunswick-Luneburgo (m. 22 de diciembre de 1434).
- Magnus I de Mecklemburgo (m. 1 de septiembre de 1385); se casó, en 1369, con Isabel de Pomerania-Rügen. Tuvieron al menos un hijo, Juan; posiblemente la hija, Eufemia, ya había nacido.
- Ingeborg de Mecklemburgo (m. h. 1395); se casó en primeras nupcias en Berlín en febrero de 1360, con Luis VI el Romano, duque de Baviera (Múnich, 12 de mayo de 1330 - Berlín, 17 de mayo de 1365); sin descendencia. Se casó en segundas nupcias con Enrique II de Holstein-Rendsburg (h. 1317 - 16 de noviembre de 1384); tuvieron varios hijos: Gerardo, Alberto, Enrique y Sofía.
- Ana de Mecklemburgo (m. 1415); se casó en 1362/6 con el conde Adolfo IX de Holstein-Kiel (m. 1390), pero murió sin hijos. Su línea se extinguió con su propia muerte en 1415.